# Маргарета от Померания (1518 – 1569)
Маргарета от Померания (на немски: Margarete von Pommern; * май 1518, † 24 юни 1569) е принцеса от Померания-Волгаст и чрез женитба херцогиня на Брауншвайг и Люнебург и княгиня на Княжество Грубенхаген.

## Произход
Тя е най-възрастната дъщеря на херцог Георг I от Померания (1493 – 1551) от фамилята Грайфен (Померанска династия) и първата му съпруга Амалия фон Пфалц (1490 – 1525) от род Вителсбахи, пфалцграфиня на Пфалц-Зимерн, дъщеря на курфюрст Филип от Пфалц (1448 – 1508) и съпругата му Маргарета Баварска (1456 – 1501), дъщеря на херцог Лудвиг IX от Бавария-Ландсхут.

## Фамилия
На 9 октомври 1547 г. във Волгаст Маргарета се омъжва за Ернст III фон Брауншвайг-Грубенхаген-Херцберг (1518 – 1567) от фамилията Велфи (линията Стар Дом Брауншвайг), херцог на Брауншвайг и Люнебург и княз на Княжество Грубенхаген от 1551 до 1567 г. Двамата имат една дъщеря:
- Елизабет (* 14 април 1550, † 11 февруари 1586), ∞ 19 август 1568 за херцог Йохан фон Шлезвиг-Холщайн-Зондербург (1545 – 1622) и има 14 деца.